# Karl Popper
Karl Raimund Popper (Viena, 28 de julio de 1902-Londres, 17 de septiembre de 1994) fue un filósofo, politólogo  y profesor austriaco, nacionalizado británico, célebre por haber fundado el falsacionismo y por sus teorías de la falsabilidad y el criterio de demarcación.
Es considerado como uno de los filósofos de la ciencia más importantes del siglo XX. Popper argumentó que una teoría en las ciencias empíricas nunca puede ser probada, pero puede ser falsada, lo que significa que puede y debe ser examinada por experimentos decisivos para distinguir la ciencia de la pseudociencia. En el discurso político, es conocido por su vigorosa defensa de la democracia liberal y los principios de crítica social que creía que hacían posible una floreciente sociedad abierta. Su filosofía política abarca ideas de todas las principales ideologías políticas democráticas e intenta conciliarlas, como la socialdemocracia, el liberalismo clásico y el conservadurismo liberal.

## Biografía

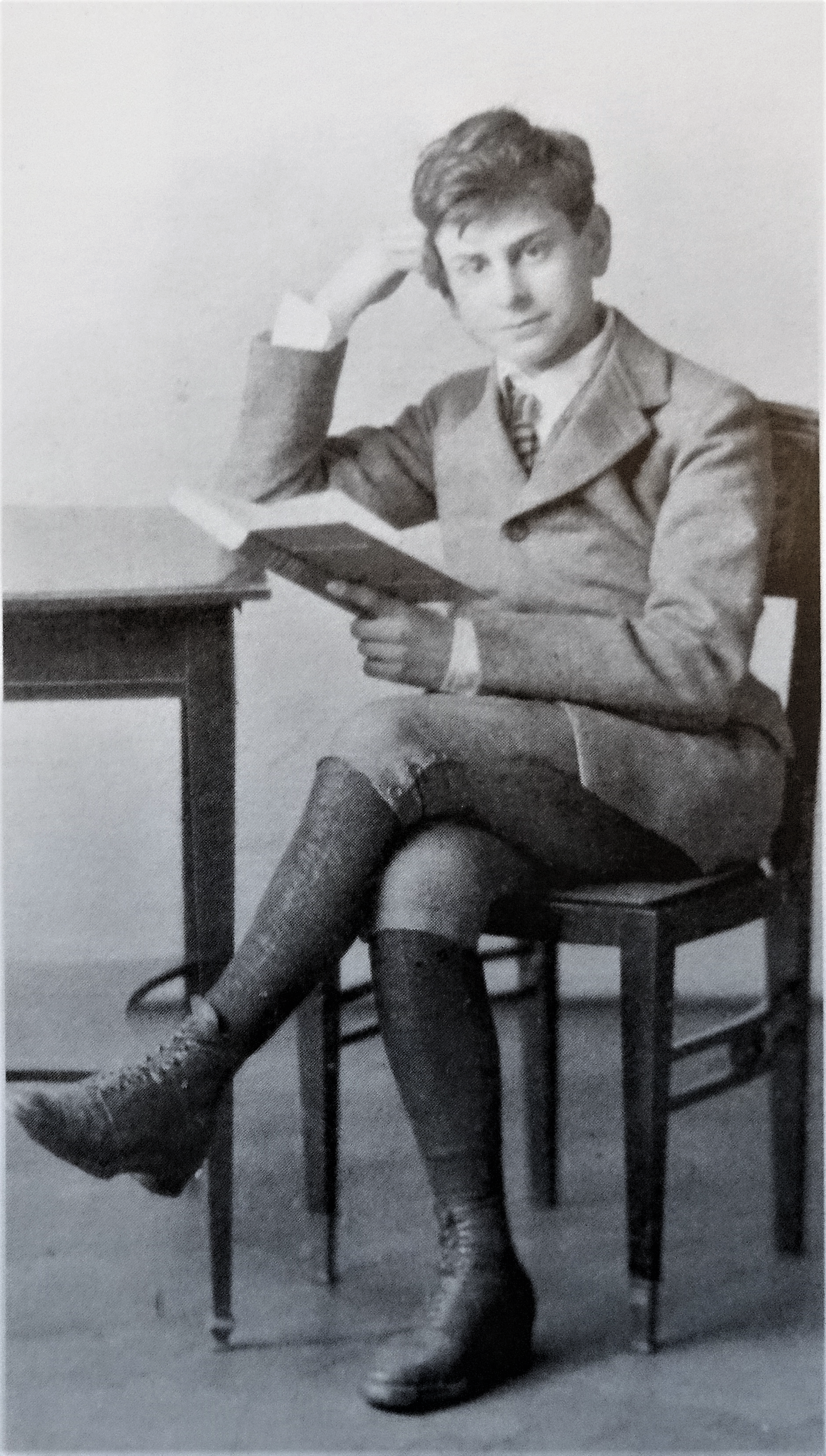
Popper a los quince años de edad

Fue hijo del abogado Simon Siegmund Carl Popper y Jenny Schiff, descendientes de judíos. La familia de Popper se había convertido del judaísmo al luteranismo antes de que él naciera en 1902. Popper mismo se caracterizaba como agnóstico.
De la familia Schiff provenían varias personalidades significativas de los siglos XIX y XX tales como el director de orquesta Bruno Walter. 
Su abuelo paterno tenía una formidable biblioteca en la que él, desde niño, contraería la pasión de la lectura. Nunca se consoló de haber tenido que venderla cuando se desplomaron las finanzas de su familia que, durante su infancia, había sido muy próspera. 
En la Viena multicultural de principios del siglo XX, la situación de los judíos era compleja. Por un lado, pertenecían a las capas medias y altas de la sociedad, y ocupaban con frecuencia posiciones destacadas en la economía y la política, pero, por otra parte, eran habituales las manifestaciones de antisemitismo. Popper se destacó pronto por un precoz rechazo a toda forma de nacionalismo —la regresión a la tribu— lo que lo llevó a oponerse al sionismo y siempre pensó que la creación del Estado de Israel fue «un trágico error».
En el borrador de su Autobiografía escribió: «Inicialmente me opuse al sionismo porque yo estaba contra toda forma de nacionalismo. Pero nunca creí que los sionistas se volvieran racistas. Esto me hace sentir vergüenza de mi origen, pues me siento responsable de las acciones de los nacionalistas israelíes». Pensaba entonces que los judíos debían integrarse a las sociedades en las que vivían, como había hecho su familia, porque la idea del «pueblo elegido» le parecía peligrosa. Presagiaba, según él, las visiones modernas de la «clase elegida» del marxismo o de la «raza elegida» del nazismo.
Cuando Karl Popper comenzó sus estudios universitarios, en la década del 1920, la escena política estaba dominada efímeramente por la izquierda política en Viena. Florecía entonces la llamada Viena Roja. También Popper, interesado principalmente en la pedagogía política, se implicó en este movimiento, e ingresó en las juventudes socialistas. 
Tras presentar en 1928 una tesis doctoral fuertemente matemática dirigida por el psicólogo y lingüista Karl Bühler, Popper adquirió en 1929 la capacitación para dar lecciones universitarias de matemáticas y física. En estos años tomó contacto con el llamado Círculo de Viena. No obstante su cercanía con este, Popper cuestionó siempre algunos de los postulados más significativos de este grupo de pensadores, lo que dificultó su integración en él. 
En cualquier caso, el Círculo se vio influido por la fundamentada crítica de Popper y, de hecho, La lógica de la investigación científica (en alemán Logik der Forschung), principal contribución de Popper a la teoría de la ciencia, apareció por primera vez en una serie de publicaciones del propio círculo vienés, a pesar de que contenía una moderada crítica al positivismo de esta comunidad de filósofos. La obra fue recibida como fruto de las discusiones del círculo, lo que llevó a muchos a calificar equivocadamente a Popper como positivista.
El ascenso del nacionalsocialismo en Austria llevó finalmente a la disolución del Círculo de Viena. En 1936 su fundador Moritz Schlick fue asesinado por un estudiante. En 1937, tras la toma del poder por los partidarios de Hitler, Popper, ante la amenazante situación política se exilió en Nueva Zelanda, tras intentar en vano emigrar varias veces a Estados Unidos y Reino Unido.

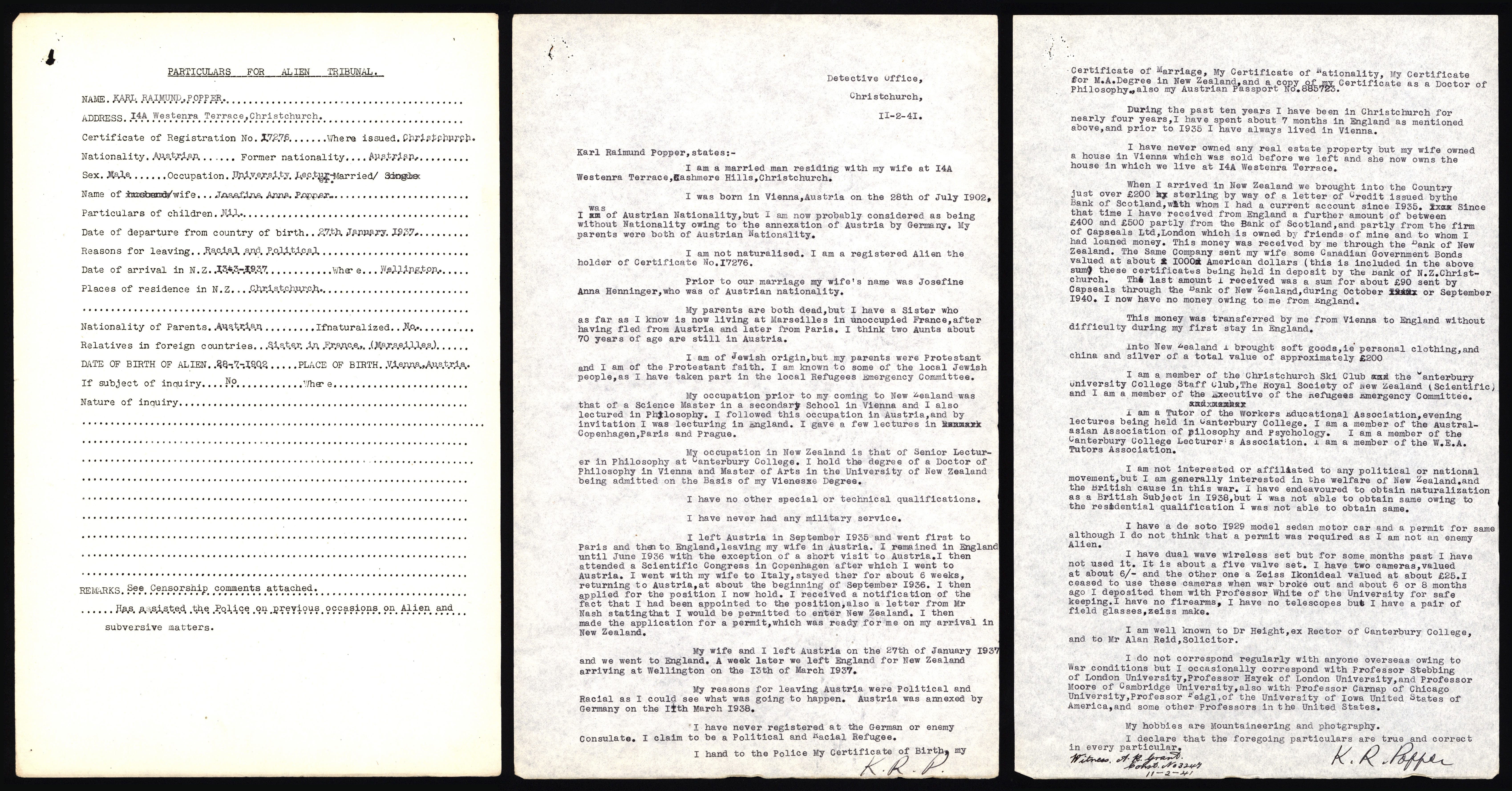
Documentos migratorios de Popper de Nueva Zelanda en 1939.

En el Canterbury College en Christchurch, Popper vivió aislado y hasta cierto punto desconectado de un mundo que se precipitaba entonces en el torbellino de la Segunda Guerra Mundial. En este entorno Popper redactó La sociedad abierta y sus enemigos (en alemán Die offene Gesellschaft und ihre Feinde). También de aquella época data su amistad y colaboración con el neurobiólogo John C. Eccles, junto al que escribiría El Yo y el cerebro en 1977.
Tras la guerra, en 1946, Popper ingresó como profesor de filosofía en la London School of Economics and Political Science. El economista liberal Friedrich August von Hayek fue uno de los principales valedores de Popper para la concesión de esa plaza. Sin embargo, la relación entre ambos pensadores es aún controvertida. 
A pesar de que ambos mantenían posiciones metodológicas parecidas y de que Popper hizo suyos algunos conceptos fundamentales de las obras de Hayek, tales como el principio del orden espontáneo, lo cierto es que Popper desconfiaba de los mecanismos puros del libre mercado que abanderaba Hayek, y predicaba más bien cierto intervencionismo del Estado pero que no desembocara, en cualquier caso, en el control o en la propiedad estatal.
En 1969 se retiró de la vida académica activa y pasó a la categoría de profesor emérito, a pesar de lo cual continuó publicando hasta su muerte, el 17 de septiembre de 1994 en East Croydon (Londres).

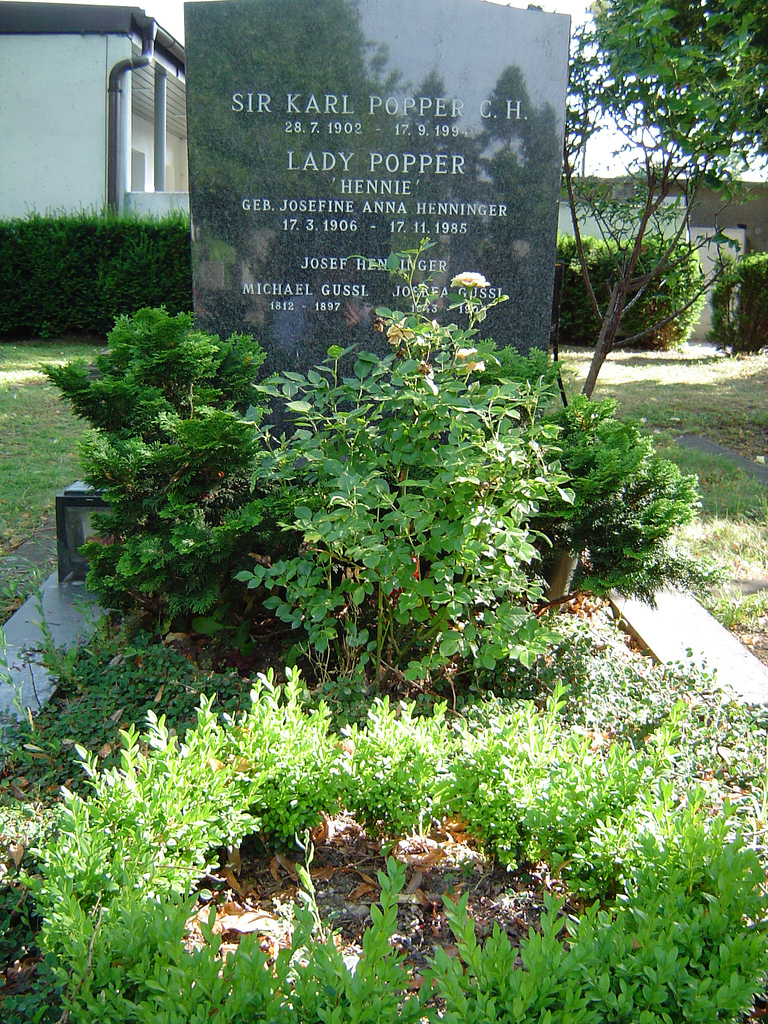
Tumba de Karl Popper

Los logros filosóficos de Karl Popper le valieron numerosos reconocimientos, tales como ser nombrado caballero por la reina Isabel II del Reino Unido en 1969. Recibió la insignia de Compañero de Honor (Companion of Honour) en 1982, el premio Lippincott de la Asociación Norteamericana de Ciencias Políticas y el premio Sonning. Fue miembro de la Sociedad Mont Pelerin, una comunidad de estudios fundada por Hayek para promover una agenda política liberal, así como de la Royal Society de Londres, con el rango de miembro, y de la Academia Internacional de la Ciencia. Entre otras, cultivó la amistad del canciller alemán Helmut Schmidt. Algunos conocidos discípulos de Popper fueron Hans Albert, Imre Lakatos, y Paul Feyerabend.

## Pensamiento

### Epistemología
"Creo, sin embargo, que al menos existe un problema filosófico por el que se interesan todos los hombres que reflexionan: es el de la cosmología, el problema de entender el mundo... incluidos nosotros y nuestro conocimiento como parte de él. Creo que toda ciencia es cosmología, y, en mi caso, el único interés de la filosofía, no menos que el de la ciencia, reside en los aportes que ha hecho a aquella; en todo caso, tanto la filosofía como la ciencia perderían todo su atractivo para mí si abandonasen tal empresa."
 Karl Popper. La lógica de la investigación científica. México, Rei, 1991.

Expuso su visión sobre la filosofía de la ciencia en su obra, ahora clásica, La lógica de la investigación científica, cuya primera edición se publicó en alemán (Logik der Forschung) en 1934. En ella el filósofo austríaco aborda el problema de los límites entre la ciencia y la metafísica, y se propone la búsqueda de un llamado criterio de demarcación entre las mismas que permita, de forma tan objetiva como sea posible, es decir, a partir de criterios (epistémicos, metodológicos, reglas y normas) bajo los cuales se evalúe la teoría y así, distinguir las proposiciones científicas de aquellas que no lo son. 
Es importante señalar que el criterio de demarcación no decide sobre la veracidad o falsedad de una afirmación, sino solo sobre si tal afirmación ha de ser estudiada y discutida dentro de la ciencia o, por el contrario, se sitúa en el campo más especulativo de la metafísica. Para Popper una proposición es científica si puede ser refutable, es decir, susceptible de que en algún momento se puedan plantear ensayos o pruebas para refutarla, independientemente de que salgan airosas o no de dichos ensayos. Esto último a partir del Método Científico que también se hace valer de la conjetura y la coyuntura. Sin embargo, cabe señalar que la demarcación científica también incluye el criterio de verdad (explícita e implícitamente), al igual que el Inductivo Lógico, puesto que el objetivo de la ciencia es la verdad, la verosimilitud... 
En este punto Popper discrepa intencionadamente del programa positivista, que establecía una distinción entre proposiciones contrastables (positivas), tales como Hoy llueve y aquellas que, según los positivistas, no son más que abusos del lenguaje y carecen de sentido, por ejemplo Dios existe. Para Popper, este último tipo de proposiciones sí tiene sentido y resulta legítimo discutir sobre ellas, pero han de ser distinguidas y separadas de la ciencia. Su criterio de demarcación le trajo sin querer un conflicto con Ludwig Wittgenstein, el cual también sostenía que era preciso distinguir entre proposiciones con sentido y las que no lo tienen. El criterio de distinción, para Wittgenstein, era el del significado: solamente las proposiciones científicas tenían significado, mientras que las que no lo tenían eran pura metafísica.[cita requerida]
Era tarea de la filosofía desenmascarar los sinsentidos de muchas proposiciones autodenominadas científicas, a través de la aclaración del significado de las proposiciones. A Popper se le encuadró en dicha escuela cuando formuló su idea de la demarcación, pero él mismo se encargó de aclarar que no estaba de acuerdo con dicho planteamiento, y que su tesis no era ningún criterio de significación (Popper siempre huyó de cualquier intento por aclarar significados antes de plantear teorías). Es más, Popper planteó que muchas proposiciones que para Wittgestein tenían significado no podían calificarse como ciencia como, por ejemplo, el psicoanálisis o el marxismo, ya que ante cualquier crítica se defendían con hipótesis ad hoc que impedían cualquier refutación.
Lo cierto es que Popper era consciente del enorme progreso en el conocimiento científico que se experimentó en los siglos que le precedieron, en tanto que problemas como la existencia de Dios o el origen de la ley moral parecían resistirse sin remedio, puesto que no mostraban grandes avances desde la Grecia clásica. Por ello, la búsqueda de un criterio de demarcación aparece ligada a la pregunta de ¿qué propiedad distintiva del conocimiento científico ha hecho posible el avance en nuestro entendimiento de la naturaleza? 
Algunos filósofos de la época habían buscado respuesta en el inductivismo, según el cual cuando una ley física resulta repetidamente confirmada por nuestra experiencia, podemos darla por cierta o, al menos, asignarle una gran probabilidad. Ya que se trata de una forma en que los positivistas comprueban. Pero tal razonamiento, como ya fue notado por David Hume, no puede sostenerse en criterios estrictamente lógicos, puesto que éstos no permiten extraer (inducir) una ley general (universal) a partir de un conjunto finito de observaciones particulares. En ese aspecto se dice que el científico se enfrenta a cosas finitas. 
Popper supera la crítica de Hume abandonando por completo el inductivismo y sosteniendo que lo primero son las teorías, y que solo a la luz de ellas nos fijamos en los hechos. Nunca las experiencias sensibles anteceden a las teorías (cuya base empírica contiene elementos físicos para comprobar), por lo que no hay necesidad de responder cómo de las experiencias particulares pasamos a las teorías al hacernos suponer de una manera falsacionista. Con ello, Popper supera la polémica entre empirismo y racionalismo, sosteniendo que las teorías anteceden a los hechos, pero que las teorías necesitan de la experiencia (en su caso, de las refutaciones) para distinguir qué teorías son aptas de las que no.

#### Falsacionismo

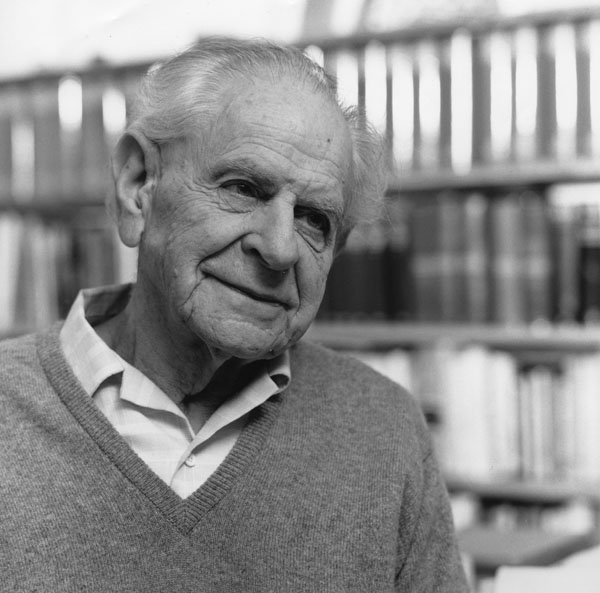
Karl Popper en 1990.

La salida a este dilema, propuesta en La lógica de la investigación científica, es que el conocimiento científico no avanza confirmando nuevas leyes, sino descartando leyes que contradicen la experiencia. A este descarte Popper lo llama falsación. De acuerdo con esta nueva interpretación, la labor del científico consiste principalmente en criticar (acto al que Popper siempre concedió la mayor importancia) leyes y principios de la naturaleza para reducir así el número de las teorías compatibles con las observaciones experimentales de las que se dispone. 
El criterio de demarcación puede definirse entonces como la capacidad de una proposición de ser refutada o falsada. Solo se admitirán como proposiciones científicas aquellas para las que sea conceptualmente posible un experimento o una observación que las contradiga. Así, dentro de la ciencia quedan por ejemplo la teoría de la relatividad y la mecánica cuántica, y fuera de ella, el marxismo o el psicoanálisis. En este sentido, resulta extremadamente revelador el pensamiento que Popper escribió en las primeras páginas de su autobiografía Búsqueda sin término:

...Porque fue mi maestro quien me enseñó no solamente cuan poco sabía, sino también que cualquiera que fuese el tipo de sabiduría a la que yo pudiese aspirar jamás, no podría consistir en otra cosa que en percatarme más plenamente de la infinitud de mi ignorancia.

Sin embargo, la tesis de Quine-Duhem, también llamada holismo confirmacional u holismo epistemológico, argumenta que no es posible probar que un enunciado ha sido falsado.
Hay dos aspectos del holismo confirmacional. El primero es que las observaciones dependen de la teoría. Antes de aceptar las observaciones del telescopio se debe mirar la óptica del telescopio, el modo en que está montado, con el fin de asegurar que el telescopio esté apuntando en la dirección correcta y que la luz viaje a través del espacio en línea recta (que a veces no es tal, como Einstein demostró). El segundo es que la evidencia por sí sola es insuficiente para determinar qué teoría es correcta. Cada una de las alternativas mencionadas podría haber sido correcta, pero solo una de ellas fue finalmente aceptada.
Que las teorías solo puedan ser probadas por su relación con otras teorías, implica que siempre se puede declarar que los resultados de las pruebas que parecen refutar una teoría científica no la refutan en absoluto. En lugar de eso, se puede sostener que esos resultados chocan con las predicciones porque alguna otra teoría es falsa o desconocida. Quizá el equipo de pruebas esté desalineado o quizá haya materia oscura en el universo que sea la causante de los extraños movimientos de algunas galaxias.
El hecho de que no sea posible determinar qué teoría es refutada por datos inesperados significa que los científicos deben consensuar qué teorías aceptar y cuáles rechazar. La lógica por sí sola no sirve de guía en estas decisiones.
Para Popper, tanto el psicoanálisis como la teoría de la historia de Karl Marx no eran científicas. Karl Marx argumentaba que las sociedades industrializadas darían lugar al socialismo, y en último término, al comunismo. Pero cuando esto no ocurría, en lugar de admitir que la teoría de Marx era incorrecta, los marxistas se inventarían una explanación ad hoc para demostrar que lo sucedido era perfectamente consistente con la teoría. 
Por ejemplo, podrían argumentar que el inevitable progreso del comunismo se había visto temporalmente ralentizado por las mejoras del estado de bienestar, lo cual ablandecía al proletariado y debilitaba su entusiasmo revolucionario. Así, la teoría se podría compatibilizar con cualquier sucesión de acontecimientos, igual que ocurría con el psicoanálisis, motivo por el cual no las consideraba científicas.
Así pues, en realidad, y según, entre otros filósofos de la ciencia, Thomas Kuhn, la falsación ocurriría cuando la comunidad científica se pone de acuerdo, consensúa en que ha sido falsado, es decir, correspondería a una moda
 más o menos pasajera, modas estas estudiadas por la Sociología de la ciencia. El filósofo francés Gaston Bachelard consideraba que la ciencia progresaba a través de la superación de obstáculos epistemológicos. Según Bachelard, la epistemología no es una filosofía general cuyo objetivo sea justificar el razonamiento científico, sino que produce historias de la ciencia. En este sentido, se conoce "en contra de conocimiento anterior, destruyendo conocimientos mal adquiridos o superando aquello que, en el espíritu mismo, obstaculiza la espiritualización."
Según Bachelard, la ciencia no puede producir verdad. Lo que debe hacer es buscar mejores maneras de preguntar. Para ejemplificarlo, utiliza una metáfora: "el conocimiento de lo real es una luz que siempre proyecta alguna sombra".
Cada superación de algún obstáculo epistemológico conlleva necesariamente otro obstáculo más complejo, contrariamente a lo supuesto por Popper, quien posteriormente abandonó el simple falsacionismo como una lógica de la ciencia, puesto que se dio cuenta de que cualquier teoría lo suficientemente rica puede eludir ser falsada recurriendo a hábiles movimientos de prestidigitación lógica, y finalmente admitió que las continuas modificaciones ad hoc de una teoría le permitirían evitar ser falsada.
Así pues, el falsacionismo, en todas y cada una de sus múltiples formas, es una idea interesante, pero insuficiente como para caracterizar qué es lo que es ciencia o para resolver el problema de demarcación. Sufre de una serie de dificultades lógicas y epistemológicas que deberían hacernos detener si lo que buscamos es obtener una respuesta en cuanto a qué es buena ciencia y qué no.

#### Racionalismo crítico
En el sistema de Popper se combina la racionalidad con la extrema importancia que la crítica tiene en el desarrollo de nuestro conocimiento. Por eso, tal sistema fue bautizado como racionalismo crítico.
Las ideas de Popper sobre el conocimiento científico pueden considerarse como la base que sustenta el resto de sus contribuciones a la filosofía. Además han gozado de enorme popularidad desde que fueron publicadas por primera vez y, al menos entre la comunidad científica, el concepto de falsabilidad ha enraizado fuertemente y es comúnmente aceptado como criterio válido para juzgar la respetabilidad de una teoría. Consciente de ello, y de las críticas que suscitaron sus teorías, Popper amplió y matizó su trabajo originario en sucesivas ediciones y postscripta.

...Acepto la tesis de que sólo debemos llamar «real» a un estado de cosas si (y solo si) el enunciado que lo describe es verdadero. Pero sería un grave error concluir de esto que la incerteza de una teoría, es decir, su carácter hipotético o conjetural, disminuye de algún modo su aspiración implícita a describir algo real. En segundo lugar, si es falso, entonces contradice a un estado de cosas real. Además, si ponemos a prueba nuestra conjetura y logramos refutarla, vemos muy claramente que había una realidad, algo con lo cual podía entrar en conflicto. Nuestras refutaciones, por ende, nos indican los puntos en los que hemos tocado la realidad, por decir así. (Conjeturas y refutaciones, Ediciones Paidós, Popper, 1983: Página 152)

Popper hace mención en este escrito que para cada conjetura existe, ha existido y siempre existirá una refutación, lo que significa que si algo tiene la posibilidad de ser falso, puede ser cierto. Sin embargo, cuando algo no puede ser falso, es tan utópico que nunca podría ser verdadero, ya que para que exista la posibilidad de que sea real, necesita su contraparte de ser falso, ya que para que exista algo real debe existir su lado irreal. Y es mediante su dilema del falsacionismo como Popper logra explicar que para que exista ciencia deben existir modelos científicos que expliquen sucesos o verdades y que sean totalmente aplicables a la realidad para que funcionen en la mayoría de los casos. Y por esto deja fuera a todas las ciencias sociales, ya que estas no están metódicamente explicadas por modelos: simplemente se basan en la observación de patrones y fundamentos.
En cuanto a su idea del conocimiento, para Popper cuanto más específico y complejo sea el modelo científico, más apegado a la realidad estará, sin olvidar nunca que para que existan modelos y teorías verdaderas, siempre tendrán que existir sus contrapartes y más teorías que las invaliden, que son igualmente verdaderas. Ello significa que solo se puede generar una verdad, (o lo que se define como conocimiento) a partir de modelos científicos o hipótesis perfectas, pero como la creación de estas es algo utópico, Popper se conforma con que el modelo sea lo suficiente aproximado para que funcione en la mayoría de los escenarios, siempre haciendo énfasis y reiterando en que existe lo falso en lo verdadero, y que una idea o concepto nunca será completamente verdadera porque existirán otras ideas o conceptos que la invaliden.
Popper expresa así que todo el tiempo estamos elaborando teorías e hipótesis de acuerdo con nuestras expectativas, y la mayor parte del tiempo las estamos experimentando, a las cuales las llama conjeturas. Al momento en que una teoría puede ser contrastable, aunque no se pueda verificar, es falsable. Cuando se generaliza algo y puede haber una excepción, una refutación, se convierte en teoría científica. Así él confirma que no se trata de verificar infinitamente una teoría, sino de encontrar algo que la convierta en falsa; haciéndolo lógico y no metodológico. Con esta idea el crecimiento del conocimiento científico se encarga de eliminar teorías y crear una división entre la ciencia y la metafísica, por medio de conjeturas, que se ponen a prueba y refutan principalmente por científicos.

#### La postdata y la inexistencia del método científico
En su libro Realism and the Aim of Science: From the Postscript to The Logic of Scientific Discovery, Popper niega que exista el método científico:

Como regla, comienzo mis disertaciones sobre el método científico diciéndoles a mis estudiantes que el método científico no existe.
Afirmo que no existe un método científico en ninguno de estos tres casos. Para ponerlo de forma más directa:
- No existe un método para descubrir una teoría científica.
- No existe un método para verificar la verdad de una hipótesis (es decir, no existe un método de verificación).
- No existe un método para determinar si una hipótesis es probable o probablemente verdadera.

### Sociología y política

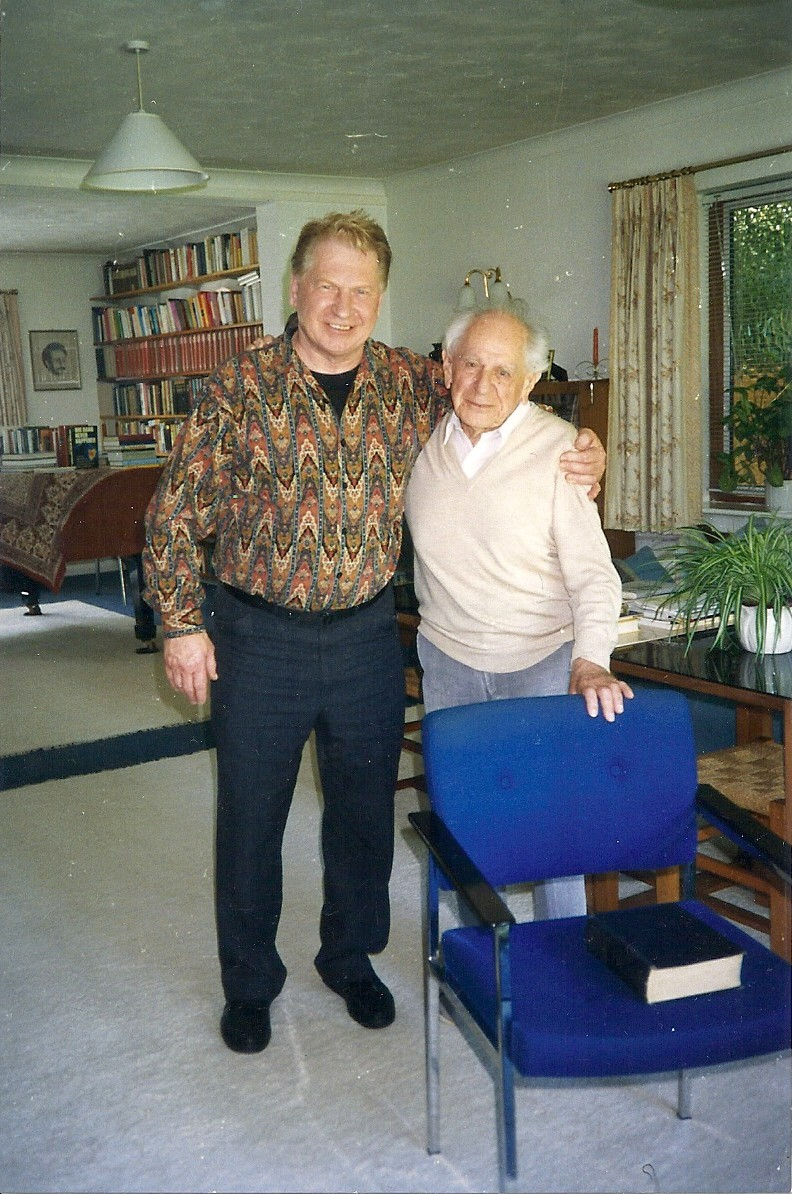
Rudolph Krejci con Karl Popper en 1994 en Londres.

Además de sus notables contribuciones a la epistemología, Popper es recordado por muchos como un filósofo, teórico del liberalismo y defensor de la sociedad abierta frente a los sistemas que, según su concepción, resultaban totalitarios, tales como el comunismo y el nacionalsocialismo. Sin embargo, para comprender sus posiciones políticas, es preciso partir de sus aportaciones a la teoría del conocimiento (véase epistemología).
La obra de teoría política más conocida de Karl Popper es La sociedad abierta y sus enemigos, escrita durante la Segunda Guerra Mundial desde su exilio en Nueva Zelanda. En ella el autor se propone aplicar a la política sus teorías sobre la ciencia y el avance del conocimiento. Al tiempo, Popper indaga en la historia de la filosofía para trazar los orígenes del totalitarismo que había desembocado en la guerra y en la radical crisis del pensamiento occidental. Es notable que, desde sus primeras páginas, Popper aborda el problema armado de un firme optimismo respecto a la naturaleza humana, pues afirma que el pensamiento totalitario y la destrucción asociada a él, nacen del empeño sincero de los hombres en mejorar su condición y la de sus semejantes, si bien su buena voluntad descarrila al ser guiada por filosofías utópicas y metodológicamente equivocadas.
Este reconocimiento moral que Popper otorga a sus adversarios ideológicos es particularmente visible en la consideración con la que trata a Karl Marx puesto que, si bien puede considerarse a La sociedad abierta y sus enemigos una acerada crítica al marxismo, el pensador vienés reconoce en Marx un sincero interés en mejorar las condiciones de las clases humildes, así como valiosas aportaciones a la sociología, en el sentido de convertirla en una ciencia autónoma que dispone de sus propias categorías (tales como las instituciones) y que queda felizmente despojada del psicologismo de Stuart Mill. De hecho, Popper no se opone a los objetivos expuestos en el Manifiesto comunista sino que incluso los considera en gran parte realizados en las sociedades occidentales; solo difiere en la forma de lograrlos, pues es partidario de cambios graduales y no violentos en lugar de la propuesta de cambios drásticos del marxismo.
Popper plantea una interpretación de la historia del pensamiento político basada en la confrontación entre dos escuelas o visiones del mundo: a) una reaccionaria, que añora una comunidad cerrada y perfecta, heredera de la tribu. Platón (tomando los antecedentes de Heráclito) es su máxima expresión, seguido de Aristóteles y reeditado en el pensamiento moderno por Hegel (al cual, aparte del tono claramente sarcástico y cómico de su análisis, no le reconoce absolutamente nada) y b) otra racional y crítica, que nació en la Antigüedad clásica con la "Gran Generación" de la época de Pericles, a la cual pertenecen Sócrates y Demócrito. Dicha visión reconoce el limitado conocimiento humano a la cual atribuye el auténtico espíritu de la ciencia.
Popper hace una exégesis de la obra de Platón, y le atribuye la acuñación del esencialismo en la teoría del conocimiento y del historicismo en la teoría política. Partiendo de la teoría de las formas y las ideas, la tesis de Platón es que existe un mundo de las ideas que es perfecto, y que la realidad material en la que vivimos no es más que una copia imperfecta que tiende a la degeneración. Esta visión no solo se aplica a la realidad natural, sino también a la política y social. La ciudad (la polis), modelo de sociedad fundamental en el mundo griego, tiende a la degeneración y decadencia al alejarse en el tiempo de la polis originaria y perfecta. La democracia, para Platón, es tan solo un estadio más en la degeneración, de la cual la tiranía no será más que la última expresión.
Platón de este modo plantea la situación en Atenas, su ciudad natal, como de decadencia al haberse instaurado la democracia y ver como en sus avatares se desliza a la tiranía. Para Platón el modelo ideal de ciudad es Esparta, una aristocracia de nobles que gobierna sobre el resto que no tiene más función de obedecer. Para mantener la unidad y la estabilidad la aristocracia debe mantenerse unida sin dar lugar a lujos ni disensiones. Mantiene que las disensiones políticas es el origen de la decadencia y que deben existir una radical división entre los hombres: entre los que dirigen y el resto que debe obedecer En el mantenimiento de este orden "perfecto" gira toda su concepción sociológica de Justicia. A Aristóteles Popper no le concede más que el desarrollo de la Teoría de las Ideas en la doctrina de "potencia y acto" y en la instauración del esencialismo metodológico.
Aristóteles no hace más que adoptar el mundo de las Ideas de Platón pero en vez de modo pesimista de un modo optimista. El desarrollo del mundo material no tiene por qué ser decadencia y alejamiento de la Idea Originaria sino de desarrollo de las potencialidades de las Ideas de modo que las cosas materiales no hacen más que desarrollar la esencia de la cual surgen en su devenir histórico. Esta idea sería repetida por Hegel al cual no le atribuye más mérito que reeditarlas viejas ideas de Heráclito, Platón y Aristóteles para construir una espantosa teoría política con la única finalidad de legitimar el poder absoluto de Guillermo de Prusia.
A Hegel le atribuye también la consolidación moderna del "historicismo" que sería la versión oficial de las ciencias sociales en el continente europeo durante todo el siglo XIX. Marx, aunque políticamente opuesto al modelo de Estado de Hegel, no haría más que aplicar el método historicista al análisis de la sociedad industrial de la época, llegando a la conclusión de que la lucha de clases es el auténtico motor de la historia, y que aplicando un "método científico" se llega a la profecía de que la sociedad se dirige inexorablemente a la crisis final del capitalismo para la instauración de una sociedad sin clases en la que el Estado se disuelva y el hombre alcance la auténtica libertad.
En dicha obra existen críticas recurrentes de Popper tanto al esencialismo metodológico como al historicismo pero además crítica al "sociologismo del conocimiento" o "historismo" que no hay que confundir con el "historicismo". Según dicha doctrina nuestro conocimiento no es más que consecuencia de nuestra circunstancia histórica, de nuestra época con sus tensiones y conflictos de intereses y por ello nuestro estado actual de conocimiento no es ni mejor ni peor que otro cualquiera, negando así la existencia de cualquier verdad, no ya moral, sino incluso científica. Popper, radicalmente opuesto a dicha doctrina, sostiene que el conocimiento humano puede plantearse la búsqueda de la verdad, no entendida como verdad absoluta sino como acercamiento cada vez mejor a la verdad a través de teorías que explican la realidad mejor que otras y que puedan refutarse. 
Otra conocida obra de Karl Popper es el opúsculo La Miseria del historicismo, cuyo título parafrasea el de la obra de Karl Marx La miseria de la filosofía, a su vez una burlesca crítica a la Filosofía de la miseria de Proudhon. El libro lo dedica "en memoria de los incontables hombres y mujeres de todos los credos, naciones o razas que cayeron víctimas de la creencia fascista y comunista en las 'leyes inexorables del destino histórico'". En dicha obra Popper crítica a un grupo de doctrinas que él denomina "historicistas" y que tienen en común la capacidad de la sociología de predecir el curso de la historia. 
Divide dichas doctrinas en dos grupos: a) las anticientíficas y b) las procientíficas. a) Las primeras sostienen que la realidad social es de naturaleza radicalmente diferente a la realidad física debido a su naturaleza cambiante y compleja por lo que los métodos científicos que tanto éxito han tenido en las ciencias naturales no son aplicables. La alternativa es la aplicación del método "holístico" es decir, la intuición "esencialista y total" de las realidades sociales y el análisis de dichas realidades en su evolución histórica que es lo único que nos puede hacer captar todas sus cualidades y descubrir su esencia (que no es más que la repetición de la idea Aristotélica de potencia y acto). 
Dichas categorías esencialistas (Los Grandes Estados e Imperios, las Civilizaciones, La Lucha de Clases, Los Ejércitos), son las únicas de interés para la sociología y el estudio de su interacción y evolución histórica puede intuitivamente hacernos prever su devenir futuro. Popper critica expresamente el "método holístico" como incapaz de analizar ninguna realidad. "Las totalidades en tal sentido no pueden ser objeto de estudio científico alguno". Es dicho método el que ha llevado a las grandes utopías modernas y a los grandes planes sociales totales que según el autor jamás han alcanzado sus objetivos ya que impiden cualquier control científico al pretender "transformar la sociedad" en su totalidad. 
Popper propone el método nominalista con alternativa, es decir, denominar a las realidades según las necesidades de nuestras teorías sin pretender que las cosas esconden una "esencia" detrás de ellas que hay que captar con las definiciones. Además propone la "ingeniería social gradual" o "piecemeal social technology" como alternativa a las grandes utopías transformadoras de la sociedad y de la historia b) las doctrinas pro-científicas sostienen que al igual que la ciencia ha sido capaz de predecir el curso de los planetas en el sistema solar, del mismo modo la sociología es capaz de, copiando los métodos científicos y a través de la historia, calcular el futuro devenir de la historia. Popper crítica dichas doctrinas partiendo de la equivocada idea de ciencia que tienen estas doctrinas. 
La ciencia para Popper no es más que un conjunto de teorías o hipótesis provisionales, que aunque estén inicialmente sostenidas por evidencias se deben tratar de refutar para sostener su validez. Dichas teorías están presentes siempre en la explicación causal de los acontecimientos y solemne cuando la realidad se opone a ellas surge un problema que puede servir de base para refutar una antigua teoría y plantear nuevas hipótesis que solventen dicho problema. Popper sostiene que todas las ciencias (incluidas la sociología) hacen lo mismo pero no del modo que sostienen las doctrinas pro-científicas. Los acontecimientos históricos no pueden explicarse a través de una sola teoría o incluso varias porque son únicos y en ello si intervienen infinidad de teorías de diferente naturaleza. 
Las doctrinas pro-científicas confunden lo que es una tendencia (o condiciones iniciales) con leyes universales inexorables. Popper concluye sosteniendo la unidad de todas las ciencias (incluidas las sociales) en su método de planteamiento de teorías, ensayo y error que eliminan las no aptas, en el hecho de que es imposible predecir la historia futura simplemente porque es imposible predecir los descubrimientos científicos futuros y por último que la historia como la realidad tiene infinidad de vertientes y solamente las teorías y nuestros puntos de vista sobre ella, nos permiten escribir infinidad de "historias".

### Doctrina de los tres mundos
Popper divide el mundo en tres categorías:
- Mundo 1: el mundo de los objetos, no solo visibles, también cosas que escapan al ojo humano (el mundo de los objetos físicos)
- Mundo 2: el mundo de los procesos mentales, conscientes o inconscientes. Donde irradian las sensaciones de dolor, placer y pensamiento (el mundo de las experiencias subjetivas)
- Mundo 3: el conocimiento objetivo, donde se analizan los procesos mentales del mundo 2.(los productos de la mente humana) tiene una "varianza" que ver con la información. Pero ya vimos que nuestra información es de dos capas: la transmitida naturalmente, la genética, y la transmitida por aprendizaje, la cultura. Por ello podemos deducir:¿abarca el mundo 3 toda la información, tanto natural como cultural, o se limita al continente de la cultura? En general los textos de Popper parecen dejar muy claro que el mundo 3 se circunscribe al ámbito de la cultura. Pero algunos textos difieren en ese sentido.[23]

## Críticas
Thomas Kuhn, en su influyente obra La estructura de las revoluciones científicas argumentó que pocas veces los científicos han actuado siguiendo estrictamente los postulados popperianos del falsacionismo. Por el contrario, Kuhn defiende la tesis de que la ciencia ha avanzado a través de paradigmas que dominan la mentalidad de cada época: los nuevos desarrollos científicos son únicamente examinados a la luz del paradigma en uso y solo raramente ocurre una revolución que cuestiona el paradigma mismo. Imre Lakatos, discípulo de Popper, trató de reconciliar esta postura con la de su maestro mediante la introducción de programas de investigación que serían el objeto de crítica y falsación, en lugar de las más concretas proposiciones universalmente válidas de las que hablaba Popper. En este contexto, la tesis de Quine-Duhem afirma que es imposible contrastar una hipótesis aislada, puesto que esta siempre forma parte de una red interdependiente de teorías. Otro discípulo de Popper, Paul Feyerabend tomó una posición mucho más radical: no existe ningún método general para ampliar o examinar nuestro conocimiento y la única descripción del progreso científico es anything goes (todo sirve).
En las ciencias sociales, Popper mantuvo una viva controversia conocida como la disputa positivista (Positivismusstreit) de la sociología alemana. El enfrentamiento fue abierto por un ensayo titulado Lógica de las ciencias sociales que fue presentado por Popper en 1961 en el congreso de la Sociedad Alemana de Sociología en Tubinga Tübingen. El filósofo vienés y su discípulo Hans Albert afirmaron que toda teoría con pretensiones científicas, aun dentro de las ciencias sociales, debía ser falsable. A esta visión de la Sociología se opusieron los dialécticos de la Escuela de Fráncfort, Theodor Adorno y su discípulo Jürgen Habermas. En este contexto ha de entenderse una carta de Popper, publicada sin su consentimiento en 1970 en el semanario alemán Die Zeit y titulada Contra las grandes palabras. En ella, Popper ataca duramente la obra de Adorno y Habermas acusándolos de emplear un lenguaje inflado y pretencioso pero vacío de contenido.
En la historia del pensamiento se ha criticado la utilización de categorías ahistóricas por parte de Karl Popper en su evaluación de la obra de autores clásicos, en especial Platón. Klosko, (Philosophy of the Social Sciences.1996; 26: 509-527) destaca que en La sociedad abierta y sus enemigos Popper presenta a Platón como un antecesor del totalitarismo moderno, una categoría que solo cobra sentido en el mundo posterior a la Gran Guerra y que en la Antigüedad podría aplicarse con cautela al caso particular de la sociedad espartana. Según esta crítica, Popper subordina el conocimiento histórico a su uso político inmediato, y se desentiende de las preocupaciones metodológicas de la buena historia del pensamiento, como la necesidad de recurrir a la filología y la reconstrucción contextualizada del sentido para acercarse a una realidad antropológicamente lejana como la Grecia clásica.

## Obras

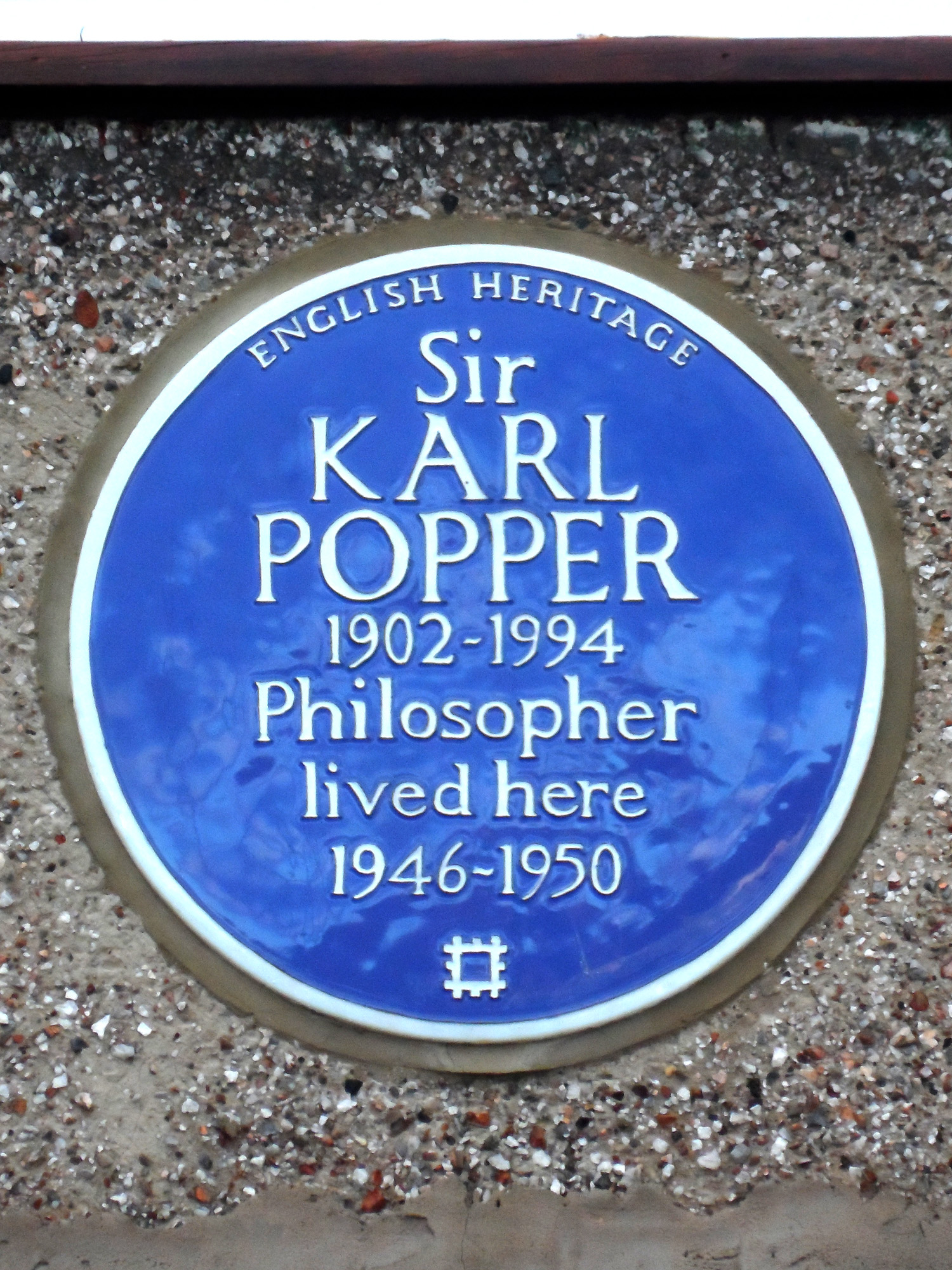
Placa conmemorativa de Popper erigida en 2008 por English Heritage en 16 Burlington Rise, Oakleigh Park, Londres.

- Logik der Forschung, 1934 (La Lógica de la Investigación Científica): En el momento de su aparición en Alemania pasó casi inadvertida, y solo empezó a ser tenida en cuenta a partir de su traducción al inglés en 1959. Retocada en 1968 para una nueva edición, la obra marca distancias respecto del neopositivismo dominante a partir del Círculo de Viena.
- The Open Society and Its Enemies, 1945 (La Sociedad Abierta y sus Enemigos): Redactada durante sus años de exilio, su primera edición lo fue en inglés. Analiza Popper muy críticamente las visiones políticas sustentadas por Platón, Hegel y Marx. Apareció una edición revisada en 1966.
- The Poverty of Historicism, 1961 (La Miseria del Historicismo): Publicada en inglés originalmente, es una crítica del marxismo en la línea de su obra anterior. En 1961 se publicó una segunda versión corregida.
- Conjectures and Refutations: The Growth of Scientific Knowledge, 1963 (Conjeturas y Refutaciones: el Crecimiento del Conocimiento Científico): Revisada por el autor en 1972, se trata de una obra producto de varios años de trabajo; algunos de sus escritos se publicaron de forma independiente antes de aparecer reunidos aquí.
- Objective Knowledge: An Evolutionary Approach, 1972 (Conocimiento Objetivo: una Perspectiva Evolucionaria): Su primera edición fue en inglés.
- Unended Quest; An Intellectual Autobiography, 1976 (Búsqueda sin Término: una Autobiografía Intelectual): Repaso a diversos problemas filosóficos recurrentes en su obra.
- The Self and Its Brain: An Argument for Interactionism, 1977 (El Yo y su Cerebro: una Discusión a favor del Interaccionismo, junto a Sir John C. Eccles): Su primera edición fue en inglés; aborda diversos problemas relacionados con la filosofía de la mente, alguno de ellos ya tratados en Conjeturas y refutaciones. Mario Bunge calificó la filosofía de la mente de Popper y Eccles de estar "a medio elaborar", considerando que viola el principio de conservación de la energía y contradice la biología evolutiva.[24]
- Die beiden Grundprobleme der Erkenntnistheorie - Aufgrund von Manuskripten aus den Jahren 1930-1933, 1979 (Los Dos Problemas Fundamentales de la Epistemología - A partir de Manuscritos de los años 1930-1933, Editado por Troels Eggers Hansen).
- The Open Universe: An Argument for Indeterminism, 1982 (El Universo Abierto: una Discusión a favor del Indeterminismo)
- Realism and the Aim of Science, 1982 (Realismo y el Objetivo de la Ciencia)
- Die Zukunft ist offen 1985 (EL Futuro está Abierto, junto a Konrad Lorenz)
- The Lesson of this Century, 1992 (La lección de este Siglo, entrevistas por Giancarlo Bosetti)
- The World of Parmenides, (El Mundo de Parménides)
- The Myth of the Framework: In Defence of Science and Rationality, 1994 (El Mito del Marco Común: en Defensa de la Ciencia y la Racionalidad)
- Knowledge and the Mind-Body Problem: In Defence of Interactionism, 1994 (El Conocimiento y el Problema de la Mente y el Cuerpo: en Defensa del Interaccionismo)
- Quantum Theory and the Schism in Physics, (Teoría Cuántica y el Cisma en la Física)
- In Search of a Better World, (En Busca de un Mundo Mejor): Última obra publicada por Popper, en él se abordan desde cuestiones relacionadas con la teoría del reconocimiento hasta otras vinculadas a la política y el arte.

### Traducciones al español
- La sociedad abierta y sus enemigos. Ediciones Paidós Ibérica. 2006. ISBN 978-84-493-1847-4.
- Conocimiento objetivo: un enfoque evolucionista. Editorial Tecnos. 2005. ISBN 978-84-309-0488-4.
- El mito del marco común: en defensa de la ciencia y la racionalidad. Ediciones Paidós Ibérica. 2005. ISBN 978-84-493-1796-5.
- Sociedad abierta, universo abierto: conversación con Franz Kreuzer. Editorial Tecnos. 2002. ISBN 978-84-309-1105-9.
- Búsqueda sin término: una autobiografía intelectual. Alianza Editorial. 2002. ISBN 978-84-206-7240-3.
- La miseria del historicismo. Alianza Editorial. 2002. ISBN 978-84-206-4088-4.
- La miseria del historicismo. Alianza Editorial. 1999. ISBN 978-84-206-1477-9.
- El mundo de Parménides: ensayos sobre la ilustración presocrática. Ediciones Paidós Ibérica. 1999. ISBN 978-84-493-0746-1.
- A la búsqueda del sentido. Trabajo en colaboración con Herbert Marcuse y Max Horkheimer. Ediciones Sígueme. 1998. ISBN 978-84-301-0687-5.
- Los dos problemas fundamentales de la epistemología. Editorial Tecnos. 1998. ISBN 978-84-309-3252-8.
- La responsabilidad de vivir. Ediciones Altaya. 1998. ISBN 978-84-487-1259-4.
- El mito del marco común: en defensa de la ciencia y la racionalidad. Ediciones Paidós Ibérica. 1997. ISBN 978-84-493-0342-5.
- El cuerpo y la mente. Ediciones Paidós Ibérica. 1997. ISBN 978-84-493-0381-4.
- En busca de un mundo mejor. Ediciones Paidós Ibérica. 1996. ISBN 978-84-7509-987-3.
- La lógica de la investigación científica. Círculo de Lectores. 1995. ISBN 978-84-226-5628-9.
- La responsabilidad de vivir: escritos sobre política, historia y conocimiento. Ediciones Paidós Ibérica. 1995. ISBN 978-84-493-0167-4.
- Conjeturas y refutaciones: el desarrollo del conocimiento científico. Ediciones Paidós Ibérica. 1994. ISBN 978-84-7509-146-4.
- La sociedad abierta y sus enemigos. Ediciones Paidós Ibérica. 1994. ISBN 978-84-7509-099-3.
- Un mundo de propensiones. Editorial Tecnos. 1992. ISBN 978-84-309-2141-6.
- El porvenir está abierto. Trabajo en colaboración con Konrad Lorenz. Tusquets Editores. 1992. ISBN 978-84-7223-579-3.
- La lógica de la investigación científica. Editorial Laia. 1986. ISBN 978-84-7222-917-4.
- El Universo abierto. Editorial Tecnos. 1986. ISBN 978-84-309-1059-5.
- Búsqueda sin término. Una autobiografía intelectual. Editorial Tecnos. 1985. ISBN 978-84-309-0723-6.
- La lógica de la investigación científica. Editorial Tecnos. 1985. ISBN 978-84-309-0711-3.
- Realismo y el objetivo de la ciencia. Editorial Tecnos. 1985. ISBN 978-84-309-1228-5.
- Teoría cuántica y el cisma en Física. Editorial Tecnos. 1985. ISBN 978-84-309-1200-1.
- El yo y su cerebro. Trabajo en colaboración con John Carew Eccles. Editorial Labor. 1985. ISBN 978-84-335-1712-8.
- La lógica de la investigación científica. Editorial Tecnos. 1973. ISBN 978-84-309-0465-5.